# Цибак, Мартин
Мартин Цибак (словац. Martin Cibák; 17 мая 1980, Липтовски-Микулаш, Чехословакия) — бывший словацкий хоккеист, центральный нападающий. Обладатель Кубка Стэнли 2004. Воспитанник клуба Словацкой экстралиги «Липтовски Микулаш», в котором провёл последний сезон своей карьеры 2016/2017.

## Карьера
Мартин Цибак начал свою профессиональную карьеру в родном клубе «ХК 32 Липтовски Микулаш». Карьера за океаном для Мартина началась в 1998 году, когда он перешёл в клуб WHL «Медисин-Хат Тайгерз». В том же году Цибак был выбран под общим 252 номером в 9 раунде драфта НХЛ клубом «Тампа Бэй Лайтнинг». В общей сложности, за 2 проведенных сезона (1998/99, 1999/00) в «Медисин-Хат» Мартин набрал 92 (37+55) очка в 114 матчах.
Сезон 2000/01 начался уже в фарм-клубе Тампы — «Детройт Вайперз». (В сезонах 1994—1998 клуб имел статус независимого, в сезоне 1998/99 был фарм-клубом «Оттава Сенаторз», а в сезонах 1999—2001 — «Тампа Бэй».) В 79 матчах Цибак набрал 38 (10+28) очков.
Дебют в «Лайтнинг» состоялся в следующем сезоне, но проведя лишь половину сезона, в 26 играх забив 1 шайбу и сделав 5 передач, Мартин перебрался в клуб АХЛ «Спрингфилд Фэлконс».
31 июля 2003 года ему суждено вновь было вернуться в «Тампа Бэй Лайтнинг», проведя полтора сезона в Спрингфилде и набрав 34 очка в 114 матчах. В том сезоне «Тампа» подписала контракты с четырьмя нападающими, в том числе и с 23-х летним Мартином Цибаком, который получил однолетний контракт на 500.000$.
Сезон 2003/04 стал в карьере Мартина самым успешным — он завоевал Кубок Стэнли. В 63 проведённых матчах он забросил 2 шайбы и сделал 7 передач. В финальной серии плей-офф «Лайтнинг» встречались с «Калгари Флеймз». В первом периоде пятого матча Цибак отдал голевую передачу своему тёзке — Сан-Луи и тот сравнял счёт (1:1). Несмотря на то, что матч был проигран со счётом 2:3, 7 июня 2004 года «Тампа» впервые в своей истории завоёвала Кубок Стэнли, а Мартин стал 3-м в истории словаком, победившим в финале после Стэнли Микита в 1961 году с «Чикаго Блэкхокс» и Юрия Бицека в 2003 с «Нью-Джерси Дэвилз». Финальный матч против «Калгари» закончился со счётом 2:1 в пользу «Тампы», а вся серия — со счётом 4:3.
В том же сезоне (2003/04) Мартин провёл один матч за команду АХЛ «Херши Бэрс».
После локаута (2005/06) Цибак сыграл свой последний сезон в Северной Америке, всё в той же «Тампа Бэй Лайтнинг», где он стабильно выходил на площадку и в 65 матчах забросил 2 шайбы и сделал 6 передач.
Затем Мартин перебрался в Швецию, в клуб «Фрёлунда». Отыграв там сезон, он на два сезона перешёл в «Сёдертелье», а в 2009 году подписал контракт с московским «Спартаком».
Сезон 2010/11 Цибак начал неактивно, получал в «Спартаке» мало игрового времени и 24 сентября 2010 перешёл в череповецкую «Северсталь», в составе которой за оставшуюся часть сезона набрал 13 (10+3) очков в 47 проведённых матчах. 17 мая 2011 года Мартин подписал однолетний контракт с нижнекамским «Нефтехимиком».

### Международная
В составе сборной Словакии Мартин Цибак принимал участие в молодёжных чемпионатах мира 1999 и 2000 годов, на первом из которых он вместе с командой стал бронзовым призёром. Также Мартин был игроком сборной на Кубке мира 2004, Олимпийских играх 2010 и чемпионатах мира 2006 и 2011 годов.

## Достижения
- Бронзовый призёр молодёжного чемпионата Мира 1999.
- Обладатель Кубка Стэнли 2004.

## Статистика выступлений
Последнее обновление: 14 декабря 2013 года
| Сезон       | Команда                 | Лига                      | Игр  | Г   | П   | Очк | +/- | Штр  |
| ----------- | ----------------------- | ------------------------- | ---- | --- | --- | --- | --- | ---- |
| 1995-96     | ХК 32 Липтовски Микулаш | Словацкая экстралига U-20 | 45   | 32  | 18  | 50  | +30 | 64   |
| 1996-97     | ХК 32 Липтовски Микулаш | Словацкая экстралига U-20 | 52   | 18  | 29  | 47  | +21 | 54   |
| 1997-98     | ХК 32 Липтовски Микулаш | Словацкая экстралига U-20 | 20   | 8   | 11  | 19  | +15 | 16   |
| 1997-98     | ХК 32 Липтовски Микулаш | Словацкая экстралига      | 33   | 2   | 4   | 6   | -17 | 18   |
| 1998-99     | Медисин-Хат Тайгерз     | WHL                       | 66   | 21  | 26  | 47  | -21 | 72   |
| 1999-00     | Медисин-Хат Тайгерз     | WHL                       | 58   | 16  | 29  | 45  | +5  | 77   |
| 2000-01     | Детройт Вайперз         | IHL                       | 79   | 10  | 28  | 38  | -27 | 88   |
| 2001-02     | Тампа Бэй Лайтнинг      | НХЛ                       | 26   | 1   | 5   | 6   | -6  | 8    |
| 2001-02     | Спрингфилд Фэлконс      | АХЛ                       | 52   | 5   | 9   | 14  | -10 | 44   |
| 2002-03     | Спрингфилд Фэлконс      | АХЛ                       | 68   | 6   | 17  | 23  | -7  | 82   |
| 2003-04     | Тампа Бэй Лайтнинг      | НХЛ                       | 69   | 2   | 8   | 10  | -1  | 30   |
| 2003-04     | Херши Бэрс              | АХЛ                       | 1    | 0   | 0   | 0   | -1  | 2    |
| 2004-05     | ХК 32 Липтовски Микулаш | Словацкая экстралига      | 4    | 0   | 0   | 0   | -3  | 6    |
| 2004-05     | Ласселсбергер Пльзень   | Чешская экстралига        | 30   | 4   | 11  | 15  | +5  | 52   |
| 2004-05     | ХК Кошице               | Словацкая экстралига      | 16   | 3   | 8   | 11  | +10 | 44   |
| 2005-06     | Тампа Бэй Лайтнинг      | НХЛ                       | 70   | 2   | 6   | 8   | -10 | 22   |
| 2006-07     | Фрёлунда                | Элитная серия             | 55   | 10  | 13  | 23  | +3  | 94   |
| 2007-08     | Сёдертелье              | Элитная серия             | 51   | 3   | 8   | 11  | -4  | 62   |
| 2008-09     | Сёдертелье              | Элитная серия             | 53   | 11  | 13  | 24  | -5  | 100  |
| 2009-10     | Спартак Мск             | КХЛ                       | 60   | 17  | 17  | 34  | --  | 129  |
| 2010-11     | Спартак Мск             | КХЛ                       | 4    | 0   | 0   | 0   | -1  | 8    |
| 2010-11     | Северсталь              | КХЛ                       | 47   | 10  | 3   | 13  | -9  | 52   |
| 2011-12     | Нефтехимик              | КХЛ                       | 45   | 7   | 18  | 25  | +8  | 60   |
| 2012-13     | Нефтехимик              | КХЛ                       | 48   | 8   | 10  | 18  | 7   | 58   |
| 2013-14     | Нефтехимик              | КХЛ                       | 36   | 6   | 6   | 12  | 5   | 56   |
| Всего в КХЛ | Всего в КХЛ             |                           | 220  | 48  | 54  | 102 | +30 | 363  |
| Всего в НХЛ | Всего в НХЛ             |                           | 165  | 5   | 19  | 24  | -19 | 60   |
|             | Всего в карьере         | Всего в карьере           | 1019 | 190 | 285 | 475 | -20 | 1202 |

### Международная
| Турнир   | Игр | Г | П | Очк | +/- | Штр |
| -------- | --- | - | - | --- | --- | --- |
| МЧМ-1999 | 6   | 2 | 3 | 5   | +3  | 6   |
| МЧМ-2000 | 7   | 2 | 1 | 3   | --  | 4   |
| КМ-2004  | 4   | 1 | 0 | 1   | --  | 0   |
| ЧМ-2006  | 7   | 2 | 1 | 3   | --  | 8   |
| ОИ-2010  | 7   | 0 | 0 | 0   | --  | 6   |
| ЧМ-2011  | 3   | 0 | 1 | 1   | --  | 2   |

## Интересные факты
- Играя за «Тампа Бэй Лайтнинг», Мартин получил прозвище «Цибби» («Cibby»). Моменты, когда он выходил на лед, называли «Время Цибби»;
- Каждый хоккеист, выигравший Кубок Стэнли, имеет право провести с кубком один день. Многие привозят его домой. Мартин Цибак, привезя его в Липтовски Микулаш, ел из кубка галушки.

## Цифры
- Первый матч в НХЛ — 9 февраля 2002 «Тампа Бэй Лайтнинг» — «Вашингтон Кэпиталз»;
- Первая передача НХЛ — 11 февраля 2002 «Тампа Бэй Лайтнинг» — «Вашингтон Кэпиталз»;
- Первый гол в НХЛ — 12 марта 2002 «Тампа Бэй Лайтнинг» — «Атланта Трэшерз».